# Élection présidentielle philippine de 2016
L'élection présidentielle philippine de 2016 se déroule le 9 mai 2016.  Elle fait élire 
Rodrigo Duterte comme président et Leni Robredo en tant que vice-présidente.

## Système électoral
Le président des Philippines est élu au scrutin uninominal majoritaire à un tour pour un mandat de six ans non renouvelable. Les candidats à la présidence se présentent en parallèle de leur colistiers candidats à la vice-présidence. En cas de décès, de destitution ou d'incapacité permanente du président, le vice-président termine son mandat. Si la durée de ce remplacement est supérieure à quatre ans, le vice président est soumis à la même interdiction de réélection.
Les élections présidentielle et vice-présidentielle philippines ont pour particularité d'être organisées le même jour mais sur des bulletins séparés, permettant ainsi aux électeurs de voter pour un président tout en votant pour un vice-président qui ne soit pas nécessairement son colistier. Les deux élus peuvent par conséquent être de bords politiques différents.
Les candidats à l'élection doivent être citoyens des Philippines depuis leur naissance, résider sur l'archipel depuis au moins dix ans au moment de l’élection, être âgés de quarante ans ou plus, être inscrits sur les listes électorales, et être capables de lire et écrire. Les élections ont lieu sous la supervision de la Commission des élections des Philippines (COMELEC).

## Résultats
Cette élection concerne les postes de président et de vice-président des Philippines. Voici les résultats partiels au 12 mai 2016.
Rodrigo Duterte l'emporte avec 15 911 228 voix, son principal adversaire, Mar Roxas en obtenant 9 678 767.
Leni Robredo est élue vice-présidente avec 13 988 939 de voix contre Bongbong Marcos, qui en obtient 13 774 228.